# Тильман, Ян
Ян Тильман (нем. Jan Thielmann; родился 26 мая 2002) — немецкий футболист, нападающий клуба «Кёльн».

## Клубная карьера
Уроженец Фёрена, Тильман выступал за молодёжные команды «Хетцерат», «Айнтрахт Трир» и «Кёльн». 14 декабря 2019 года дебютировал за основной состав «Кёльна» в матче немецкой Бундеслиги против леверкузенского «Байера». Тогда же он стал первым футболистом немецкой Бундеслиги, родившимся в 2002 году, и вторым в списке самых молодых игроков «Кёльна» в лиге после Яна-Ауреля Биссека. В январе 2020 года подписал свой первый профессиональный контракт.

## Карьера в сборной
Выступал за сборные Германии до 15, до 16, до 17, до 19 лет и до 21 года.